# Девочка и эхо
«Де́вочка и э́хо» («Последний день каникул», лит. Paskutinė atostogų diena) — советский художественный фильм, снятый на Литовской киностудии в 1964 году по мотивам рассказа Юрия Нагибина «Эхо». Прокат — 5,8 млн зрителей.
На примере детской дружбы картина поднимает важные нравственные вопросы о предательстве и благородстве, о жестокости и справедливости.
В этом фильме впервые снялась Лина Бракните.

## Сюжет
Вика гостит последний день y своего дедушки-рыбака. Сегодня должен приехать её отец, но уезжать ей не хочется. Утром дед уходит в море проверять сети, а Вика бродит по берегу и разговаривает со своими друзьями-скалами.
На берегу местная ребятня выбирает вожака. Вика замечает, что заводила обманывает приятелей, и его обман раскрывает. Позже она знакомится с Романом, который только на один день приехал на побережье и никого не знает. Вика проникается к нему доверием, ведёт в скалы и делится своей коллекцией голосов эха.
Во время купания мальчишки из мести прячут Викино платье. Опасаясь их насмешек, Роман не осмеливается нарушить запрет вожака и принести его девочке, так что ей приходится голой пройти сквозь строй мальчишек. Поравнявшись с Романом, она называет его трусом. 
С целью реабилитации Роман ведёт ребят в скалы, чтобы похвастаться полученной от девочки тайной, но эхо молчит. Приехавший за Викой отец встречает в скалах плачущего Романа, которого мальчишки за враньё чуть не побили. Вдвоём они пытаются вызвать эхо снова, но оно по-прежнему молчит.
Чтобы восстановить после предательства Романа доверие к людям, Вика звонит по телефону на случайные номера, а перед отъездом берёт с отца клятву вернуться сюда на следующий год. Роман, переживающий ссору с Викой, пытается доказать ей, что он не трус, но Вика его не простит.
Натурные съёмки проходили в Коктебеле, на склонах вулкана Карадаг и у сфинксов Каралезской долины (Бахчисарай)

## Создатели
- Автор сценария — Юрий Нагибин, Анатолий Черченко, Арунас Жебрюнас
- Режиссёр-постановщик — Арунас Жебрюнас
- Оператор-постановщик — Йонас Грицюс
- Художник-постановщик — Альгирдас Ничюс
- Композитор — Альгимантас Бражинскас
- Звукооператоры — П. Липейка, С. Вилькявичус

### Дубляж
Фильм дублирован на киностудии Ленфильм
- Режиссёр дубляжа — Т. Родионова
- Звукооператор — С. Шумячер

## Роли исполняют и дублируют
- Лина Бракните — Вика (Л. Петрова)
- Валерий Зубарев — Ромас (Владимир Садовников)
- Бронюс Бабкаускас — отец
- Каарел Карм — дедушка

## Награды, номинации, фестивали
- Специальная премия жюри XVIII Международного кинофестиваля в Локарно «Серебряный парус» (1965).[4]
- Большая премия жюри VI Международной встречи фильмов для молодёжи в Канне (1965)
- На V кинофестивале республик Прибалтики, Белоруссии и Молдавии (1965) удостоены премий: А. Жебрюнас — за режиссуру; И. Грицюс — за операторское мастерство.
- Премия Ленинского комсомола Литовской ССР за 1970 год присуждена режиссёру А. Жебрюнасу за постановку фильмов для детей и юношества, в том числе и за фильм «Девочка и эхо»